# Ordine di Ľudovít Štúr
L'Ordine di Ľudovít Štúr è un Ordine cavalleresco della Slovacchia.

## Storia
L'Ordine venne fondato il 2 febbraio 1994 e venne dedicato al poeta Ľudovít Štúr.
L'Ordine è nato per premiare i contributi di rilievo allo sviluppo della democrazia, alla tutela delle libertà e dei diritti umani, per lo sviluppo della difesa e della sicurezza della Repubblica Slovacca, per l'eccezionale contributo allo sviluppo della politica, dell'economia e della gestione, per i contributi al raggiungimento dello sviluppo economico, politico, scientifico e tecnologico, dell'istruzione, della cultura, dell'arte, dello sport e degli affari sociali, e per diffondere il buon nome della Repubblica slovacca all'estero.

## Classi
L'Ordine dispone delle seguenti classi di benemerenza:
- Membro di I Classe
- Membro di II Classe
- Membro di III Classe

| Insegne              | Insegne             | Insegne            |
| -------------------- | ------------------- | ------------------ |
|                      |                     |                    |
| Nastri               |                     |                    |
| Membro di III Classe | Membro di II Classe | Membro di I Classe |

## Insegne
- Il nastro è bianco e rosso con una striscia centrale blu.